# غي بوا
غي بوا (بالفرنسية: Guy Bois)‏ هو مؤرخ فرنسي، ولد في 1934.